# -fil
Stavelsen -fil (af græske filos, ven) danner med græske forstavelser eller endelser, ord, der betegner en bestemt tilbøjelighed, lyst eller trang. En bibliofil har fx lyst til bøger. 
Endelsen -fob betyder angst for og -man sygelig tilbøjelighed til.
Ordet Fili er et oldgræsk ord for "tiltrækkes af" – kærlighed især platonisk. Fili indgår i parafili, der betyder en usædvanlig seksualitet.

## Eksempler
Som endelse:
- En audiofil tiltrækkes af (perfekt) lyd / Hi-fi gengivelse af lyd fra stereoanlæg og lignende
- En pianofil tiltrækkes af klavertangenter fra et klaver
- En lipofil tiltrækkes af fedt som fx i sæbe
- En hydrofil tiltrækkes af vand
- En bibliofil tiltrækkes af bøger

Om forkærlighed for særlige kulturer/nationer og lign.:
| Anglofile  | tiltrækkes af engelsk kultur                |
| Frankofile | tiltrækkes af fransk kultur                 |
| Slavofile  | tiltrækkes af slavisk kultur                |
| Svecofile  | tiltrækkes af svensk kultur (Kilde mangler) |

Forkærlighed for dyr:
| Entomofil | Tiltrækkes af insekter    |
| Araknofil | Tiltrækkes af edderkopper |
| Hippofil  | Tiltrækkes af heste       |

Om kemiske stoffer:
| Hydrofil | Et stof, der tiltrækkes af vand |
| Lipofil  | Et stof, der tiltrækkes af fedt |

Om seksuelle tilbøjeligheder:
| Homofile   | tænder på samme køn (synonym for homoseksuel)          |
| Heterofile | tænder på det modsatte køn (synonym for heteroseksuel) |
| Bifile     | tænder på begge køn (synonym for biseksuel)            |
| Nekrofile  | tænder på døde mennesker                               |
| Pædofile   | tænder på børn                                         |
| Zoofile    | tænder på dyr                                          |

Anvendt som forstavelse, bl.a.:
- Filateli, Frimærker
- Filosofi, visdom
- Filologi, sprog
- Filantrop velgørenhed